# Крёслин
Крёслин (нем. Kröslin) — община в Германии, в земле Мекленбург-Передняя Померания.
Входит в состав района Восточная Передняя Померания. Подчиняется управлению Ам Пенестром.  Население составляет 1811 человек (на 31 декабря 2010 года). Занимает площадь 22,39 км².
Коммуна подразделяется на 5 сельских округов.

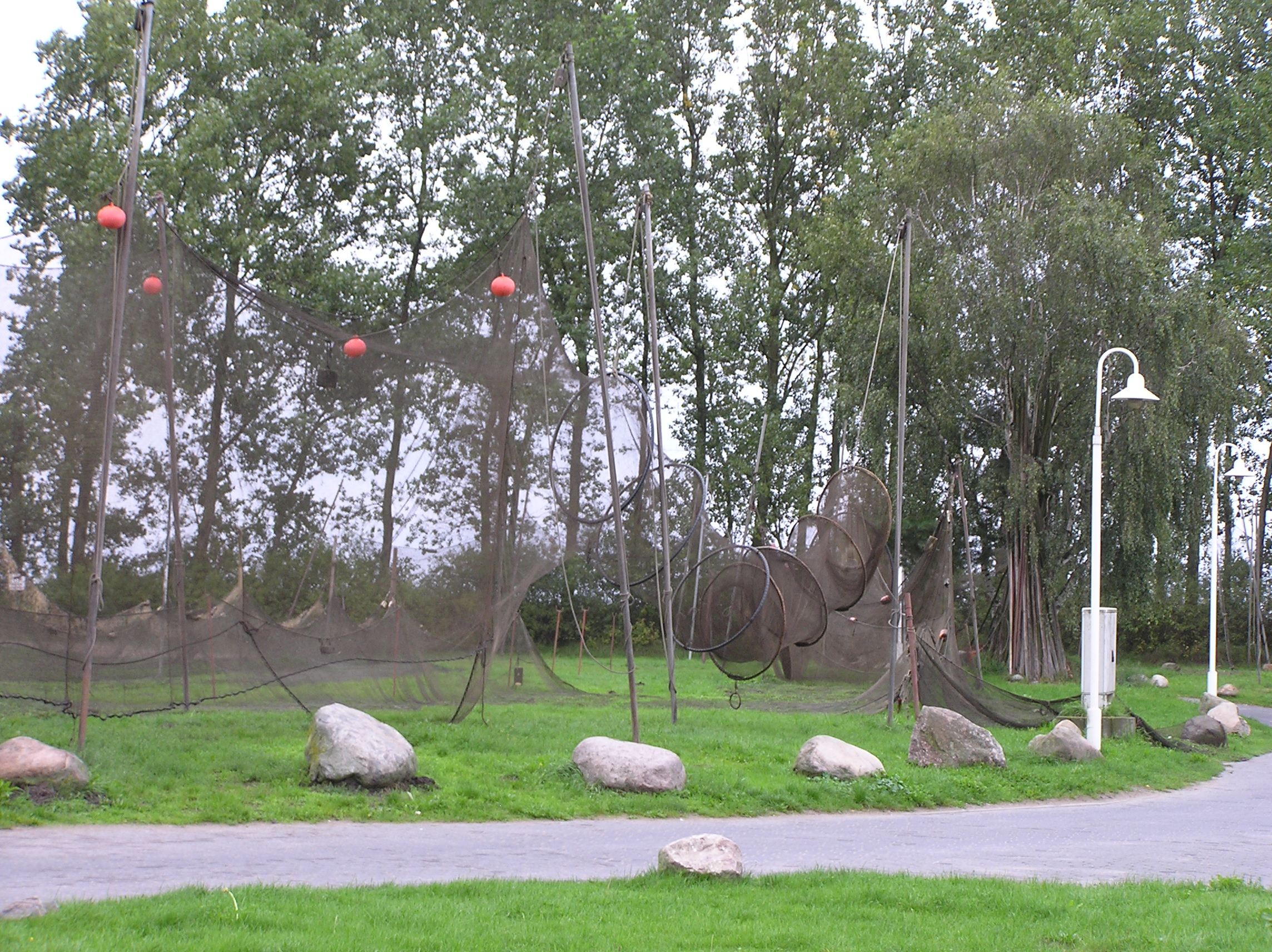
Крёслин

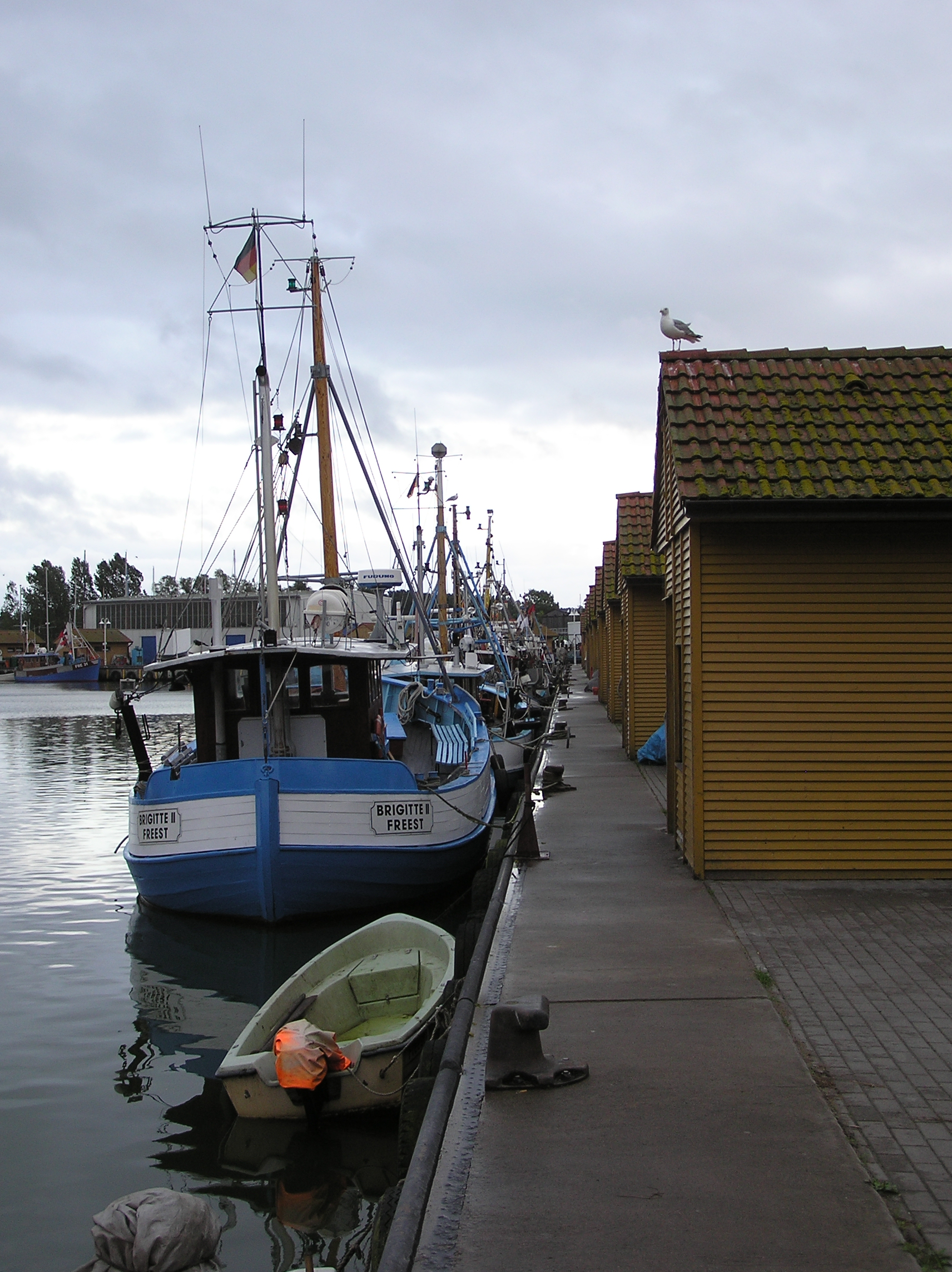
Крёслин